# Féerie (théâtre)
Pour les articles homonymes, voir féerie.

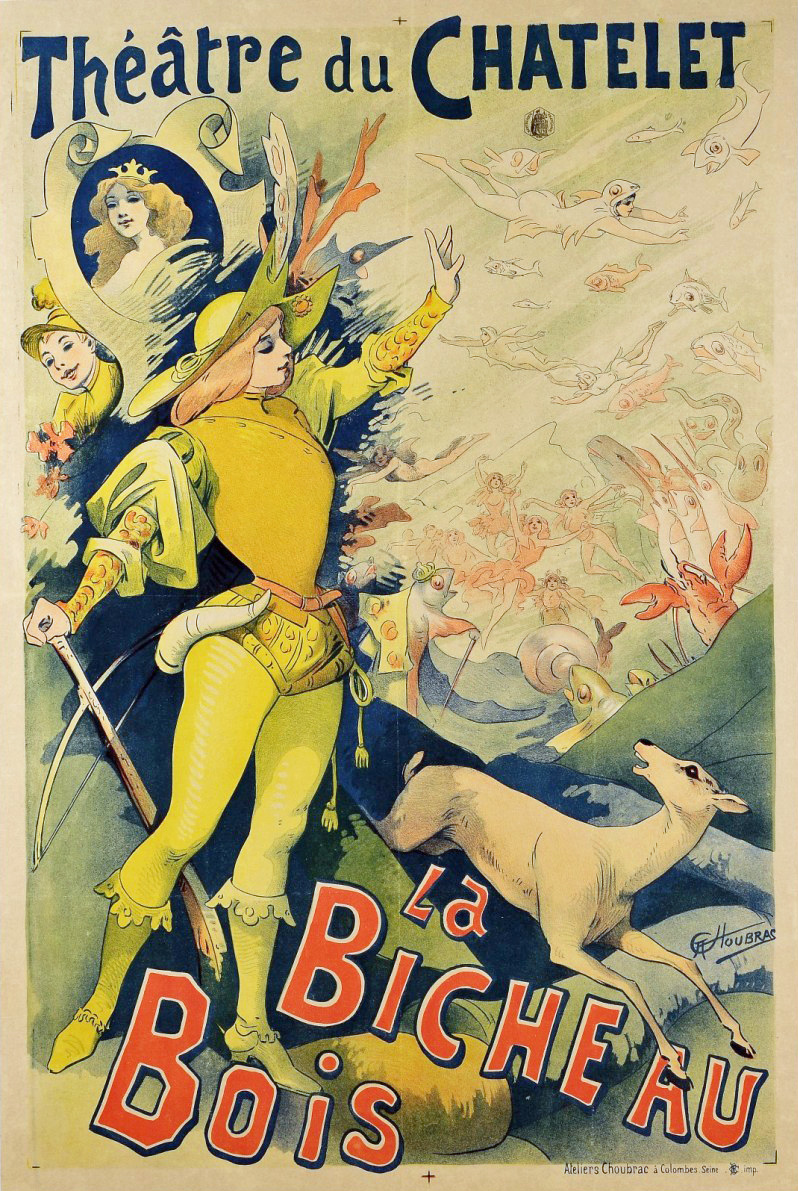
Affiche d'Alfred Choubrac pour une production du Théâtre du Châtelet (1890, d'après Gallica) de La Biche au bois.

La féerie est un genre théâtral qui connaît ses plus grands succès en France au XIXe siècle. Bien que moins connue et moins étudiée, elle est l'un des grands genres de cette période, avec le mélodrame et le vaudeville. Influencée par l'intérêt du romantisme pour le folklore et la mythologie, la féerie se caractérise par le recours à des sujets merveilleux, souvent inspirés de contes, mettant en scène des créatures surnaturelles telles que les fées et utilisant de nombreuses machines et artifices à grand spectacle pour représenter la magie et les métamorphoses. On peut citer par exemple L'enfant du malheur de Jean Cuvelier (1817).
La féerie trouve ses origines dans les ballets de cour de la Renaissance et dans la comédie-ballet. Elle se développe dans la première moitié du XIXe siècle, puis, à partir des années 1860, se rapproche du spectacle en employant des moyens toujours plus importants en termes de machines, d'accessoires et de costumes. Il donne également lieu à des féeries musicales, proches de l'opéra ou de l'opérette, comme Le Roi Carotte d'Offenbach (1872).
Des auteurs comme Charles Nodier, Victor Hugo, George Sand et Gustave Flaubert (avec Le Château des cœurs de 1880) s'intéressent à la féerie, et des critiques tels que les frères Goncourt en remarquent le potentiel littéraire. Cependant, le genre, qui donne lieu à de nombreuses expérimentations, tombe en désuétude vers la fin du XIXe siècle.